# Phintella bifurcilinea
Phintella bifurcilinea là một loài nhện trong họ Salticidae.
Loài này thuộc chi Phintella. Phintella bifurcilinea được Friedrich Wilhelm Bösenberg & Embrik Strand miêu tả năm 1906.